# Gobierno de Federico Roncali Ceruti

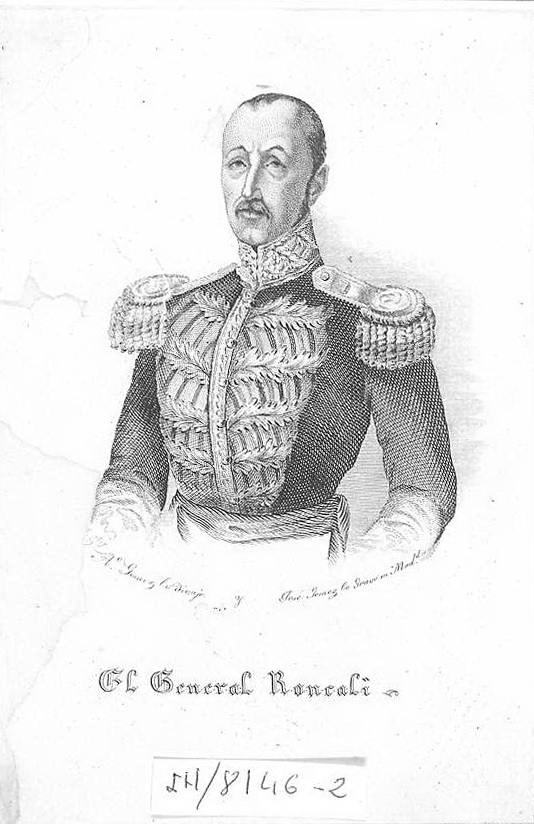
Federico Roncali Ceruti.

Con la feroz oposición al proyecto constitucional de 1852 se dio por acabado el gobierno de Juan Bravo Murillo, siendo nombrado en su lugar el 14 de diciembre de 1852 el teniente general Federico Roncali, conde de Alcoy, y perteneciente al Partido Moderado, como su antecesor.
El nuevo gobierno, que integraba diferentes corrientes del moderantismo, intentó aprobar una nueva reforma constitucional aunque, en este caso, más moderada que la de Bravo Murillo. Las principales diferencias con el anterior intento reformista se centraban en tres puntos básicos:
- Intención clara de reformar parte del texto constitucional existente desde 1845.
- Rechazar algunos puntos controvertidos del proyecto de 1852.
- Permitir la discusión pública de la reforma dentro un ambiente de libertad a diferencia del autoritarismo del gobierno de Bravo Murillo.

El proyecto fue presentado el 29 de marzo de 1853 en las Cortes que habían permanecido clausuradas desde el 2 de diciembre de 1852 hasta el 1 de marzo de 1853, debido a su oposición al anterior gobierno. El principal punto reformista era la reestructuración del Senado. 
La cámara alta estaría constituida por tres tipos de senadores: natos (Príncipe de Asturias, infantes, cardenales y capitanes generales); hereditarios (Grandes de España) y, finalmente, vitalicios. Así mismo se introducía un párrafo en el artículo 28 por el cual en los cuerpos colegisladores todo aquello concerniente a su régimen interno debía emanar de una ley. También se reformaba el artículo 75 para evitar tener que discutir año tras año partes del presupuesto estatal asignado a justicia, conveniencia pública y al crédito del país.
Pese a todo, esta nueva reforma moderada tampoco obtuvo el beneplácito parlamentario y el gobierno clausuró las Cortes el 9 de marzo.
En política exterior, el gobierno de Roncali coincidió con el nacimiento del Segundo Imperio Francés (2 de diciembre de 1852). La política pro-francesa de los moderados facilitó el entendimiento con el nuevo régimen de tipo conservador y la llegada de capital francés a España. Con ello, la hegemonía gala se afianzaba en España frente a cualquier pretensión británica.
A mediados de 1853 el gobierno atravesó por una serie de problemas debido a las concesiones alevosas que le fueron dadas al marqués de Salamanca para la construcción de líneas del ferrocarril. Este hecho, unido al fracaso de su reforma constitucional llevaron al Presidente a clausurar las Cortes el 9 de abril y dimitir el 14. Roncali sería sustituido por el también teniente general Francisco Lersundi. 
| Composición del Gobierno            |                                                     |                         |                       |
| Cargo                               | Titular                                             | Inicio                  | Fin                   |
| Presidente del Consejo de Ministros | Federico Roncali Ceruti                             | 14 de diciembre de 1852 | 14 de abril de 1853   |
| Ministro de Estado                  | Federico Roncali Ceruti                             | 14 de diciembre de 1852 | 14 de abril de 1853   |
| Ministro de Gracia y Justicia       | Federico Vahey Alba                                 | 14 de diciembre de 1852 | 9 de abril de 1853    |
| Ministro de Gracia y Justicia       | Alejandro Llorente y Lannas (interino)              | 9 de abril de 1853      | 14 de abril de 1853   |
| Ministro de la Guerra               | Juan de Lara Irigoyen                               | 14 de diciembre de 1853 | 14 de abril de 1853   |
| Ministro de Hacienda                | Gabriel Aristizábal Reutt                           | 14 de diciembre de 1852 | 10 de enero de 1853   |
| Ministro de Hacienda                | Alejandro Llorente y Lannas                         | 10 de enero de 1853     | 14 de abril de 1853   |
| Ministro de Marina                  | Rafael Arístegui Vélez de Guevara                   | 14 de diciembre de 1852 | 14 de abril de 1853   |
| Ministerio de Gobernación           | Alejandro Llorente y Lannas                         | 14 de diciembre de 1852 | 10 de enero de 1853   |
| Ministerio de Gobernación           | Antonio Benavides Fernández de Navarrete            | 10 de enero de 1853     | 14 de abril de 1853   |
| Ministerio de Fomento               | Rafael Arístegui Vélez de Guevara (interino)        | 14 de diciembre de 1852 | 19 de febrero de 1853 |
| Ministerio de Fomento               | Antonio Benavides Fernández de Navarrete (interino) | 19 de febrero de 1853   | 14 de abril de 1853   |

| Predecesor: I Gobierno de Juan Bravo Murillo | 14 de diciembre de 1852 - 14 de abril de 1853 | Sucesor: I Gobierno de Francisco Lersundi Hormaechea |